# Campeonato Mundial de Halterofilismo de 2019 - Mais de 87 kg feminino
A categoria mais de 87 kg feminino foi um evento do Campeonato Mundial de Halterofilismo de 2019, disputado no Centro Nacional de Treinamento Esportivo Oriental, em Pattaya, na Tailândia, entre 26 e 27 de setembro de 2019. 

## Calendário
Horário local (UTC+7)
| Dia            | Horário | Fase    |
| -------------- | ------- | ------- |
| 26 de setembro | 12:00   | Grupo B |
| 27 de setembro | 13:25   | Grupo A |

## Medalhistas
| Evento    | Ouro            | Ouro   | Prata                   | Prata  | Bronze            | Bronze |
| --------- | --------------- | ------ | ----------------------- | ------ | ----------------- | ------ |
| Arranque  | Li Wenwen (CHN) | 146 kg | Tatiana Kashirina (RUS) | 140 kg | Meng Suping (CHN) | 137 kg |
| Arremesso | Li Wenwen (CHN) | 186 kg | Tatiana Kashirina (RUS) | 178 kg | Meng Suping (CHN) | 174 kg |
| Total     | Li Wenwen (CHN) | 332 kg | Tatiana Kashirina (RUS) | 318 kg | Meng Suping (CHN) | 311 kg |

## Recordes
Antes desta competição, o recorde mundial da prova era o seguinte:
| Recorde         | Tipo      | Atleta                  | Peso   | Local    | Data                   |
| Recorde Mundial | Arranque  | Li Wenwen (CHN)         | 147 kg | Liampó   | 28 de abril de 2019    |
| Recorde Mundial | Arremesso | Tatiana Kashirina (RUS) | 185 kg | Asgabade | 10 de novembro de 2018 |
| Recorde Mundial | Total     | Tatiana Kashirina (RUS) | 331 kg | Batumi   | 13 de abril de 2019    |

Os seguintes novos recordes foram estabelecidos durante esta competição.
| Arremesso | 186 kg | Li Wenwen (CHN) | Recorde mundial |
| Total     | 332 kg | Li Wenwen (CHN) | Recorde mundial |

## Resultado
Os resultados foram os seguintes. 
| Pos.              | Atleta                      | Grupo | Arranque (kg) | Arranque (kg) | Arranque (kg) | Arranque (kg)     | Arremesso (kg) | Arremesso (kg) | Arremesso (kg) | Arremesso (kg)    | Total |
| Pos.              | Atleta                      | Grupo | 1             | 2             | 3             | Resultado         | 1              | 2              | 3              | Resultado         | Total |
| ----------------- | --------------------------- | ----- | ------------- | ------------- | ------------- | ----------------- | -------------- | -------------- | -------------- | ----------------- | ----- |
| Medalha de ouro   | Li Wenwen (CHN)             | A     | 136           | 142           | 146           | Medalha de ouro   | 175            | 182            | 186            | Medalha de ouro   | 332   |
| Medalha de prata  | Tatiana Kashirina (RUS)     | A     | 140           | 140           | 140           | Medalha de prata  | 173            | 173            | 178            | Medalha de prata  | 318   |
| Medalha de bronze | Meng Suping (CHN)           | A     | 131           | 137           | 140           | Medalha de bronze | 173            | 174            | 183            | Medalha de bronze | 311   |
| 4                 | Kim Kuk-hyang (PRK)         | A     | 125           | 125           | 130           | 5                 | 167            | 173            | 176            | 4                 | 303   |
| 5                 | Anastasiya Lysenko (UKR)    | A     | 122           | 126           | 129           | 6                 | 148            | 153            | 157            | 6                 | 286   |
| 6                 | Laurel Hubbard (NZL)        | A     | 120           | 125           | 131           | 4                 | 145            | 150            | 154            | 8                 | 285   |
| 7                 | Sarah Robles (USA)          | A     | 120           | 125           | 129           | 7                 | 155            | 160            | 163            | 5                 | 285   |
| 8                 | Son Young-hee (KOR)         | B     | 113           | 118           | 121           | 8                 | 150            | 155            | 160            | 7                 | 276   |
| 9                 | Emily Campbell (GBR)        | A     | 114           | 118           | 118           | 13                | 145            | 149            | 153            | 9                 | 267   |
| 10                | Verónica Saladín (DOM)      | A     | 120           | 125           | 126           | 9                 | 140            | 145            | 145            | 12                | 265   |
| 11                | Nurul Akmal (INA)           | B     | 110           | 114           | 114           | 14                | 145            | 145            | 150            | 10                | 260   |
| 12                | Yaniuska Espinosa (VEN)     | B     | 110           | 113           | 115           | 12                | 140            | 144            | —              | 13                | 259   |
| 13                | Lisseth Ayoví (ECU)         | B     | 112           | 116           | 118           | 11                | 136            | 138            | 142            | 15                | 258   |
| 14                | Feagaiga Stowers (SAM)      | B     | 112           | 116           | 119           | 10                | 141            | 146            | 146            | 16                | 257   |
| 15                | Charisma Amoe-Tarrant (AUS) | B     | 101           | 106           | 111           | 16                | 137            | 142            | 145            | 14                | 248   |
| 16                | Iuniarra Sipaia (SAM)       | B     | 102           | 107           | 107           | 18                | 141            | 146            | 150            | 11                | 248   |
| 17                | Gladis Bueno (MEX)          | B     | 102           | 106           | 109           | 15                | 131            | 136            | 139            | 17                | 245   |
| 18                | Melike Günal (TUR)          | B     | 100           | 104           | 105           | 17                | 125            | 130            | 131            | 18                | 230   |
| 19                | Kuinini Manumua (TGA)       | B     | 90            | 93            | 96            | 19                | 105            | 110            | 115            | 19                | 211   |